# USS Narwhal (SSN-671)
USS Narwhal (SSN-671) — многоцелевая атомная подводная лодка ВМС США, единственная подводная лодка этого типа. Корабль назван в честь нарвала — серо-белого арктического кита с длинным прямым рогом цвета слоновой кости. Является третьим судном ВМС США, носящим это имя.
Киль был заложен 17 января 1966 года на верфи Electric Boat в Гротоне. Спущена на воду 9 сентября 1967 года под покровительством Глинн Р. Донахо, и принята в состав флота 12 июля 1969 года под командованием Командера В. А. Мэтсона (англ. Commander W. A. Matson).

## Конструкция
В конструкции Нарвала есть черты сходные с субмаринами типа «Сивулф» но их достаточно мало. Её реактор, машинное отделение, и расположение передних отсеков не похоже на остальные лодки ВМС США. Непосредственно перед её реакторным отсеком размещён жилой отсек, имеющий гораздо больше доступного пространства, нежели на подводных лодках типов «Трешер», «Стёджен», или «Лос-Анджелес». Машинное отделение также больше и лучше расположено.
Элементы её двигательной системы позднее были применены на других судах, как то, например, типе «Огайо», впрочем, этот тип остался единственным, использовавшим инновационные решения Нарвала. К этим решениям относится реакторная установка S5G (Submarine, 5 поколение, General Electric) с естественной циркуляцией, принудительный впрыск забортной воды (более не применялся нигде), способность переключаться между основной и резервной системой подачи забортной воды, главные эжекторы воздуха вместо шумных R-114 в системе охлаждения, и непосредственно спаренные главные двигательные турбины. Малые насосы охлаждающей жидкости имели всего два состояния: включено и выключено. Результатом стал настолько низкий показатель шумности, что повторить его удалось лишь спустя 12 лет на типе «Огайо» а превзойти спустя ещё 13 лет — на субмаринах типа «Сивулф». Реактор же так и остался прототипом и помимо установленного на лодке, существовал лишь ещё один экземпляр — в национальной лаборатории Айдахо, впоследствии послуживший основой создания реакторов S8G, применённых на упомянутом типе «Огайо».
Остальное оснащение субмарины, впрочем, не сильно отличалось от такового на подводных лодках типа «Стерджен»: она так же была оснащена четырьмя торпедными аппаратами способными запускать различные типы боеприпасов: UUM-44 SUBROC, Mark-45, Mark-48, BGM-109 Tomahawk и UGM-84 Harpoon.
Гидролокаторное оборудование было представлено AN/BQQ-2, а впоследствии в ходе модернизации заменено на AN/BQQ-5.
Ориентировочно (точные данные отсутствуют) в начале 1990-х непосредственно перед рулями горизонтального поворота на Нарвале палуба была усилена и была установлена площадка для парковки дистанционно управляемых аппаратов или установки экспериментальных буксируемых гидроакустических антенн (например TB-23, входящих в состав AN/BQQ-5D).

## История службы
Об истории службы Нарвала известно немного, однако даже из того, что доступно, можно сделать вывод что её службы была далеко не столь скучна и ненасыщена как может показаться. За всё время нахождения в строю она «отдыхала» лишь три раза — во время переоснащений, во время двух из которых так же производилась перезарядка реакторов. В арктических водах Нарвал практически не испытывала трудностей, с лёгкостью преследуя советские, а позднее и российские суда, оставаясь при этом незамеченной. За свою службу она была награждена Благодарностью части Военно-морского флота в 1972, и Похвальная благодарность армейской воинской части в 1971, 1977, 1979 и 1998 годах. Так же она пять раз была удостоена Battle Effectiveness Award (так же известной как Battle «E»), четыре раза наградой за техническое состояние (Red «E»), и по одному разу наградой за противолодочную борьбу (англ. Anti-Submarine Warfare A), связь (англ. Communications C) и снабжение (англ. Supply E). Так же, возможно, она принимала участие в специальных операциях.
При прохождении урагана Хьюго по Чарлстону (Южная Каролина) 22 сентября 1989 года Нарвал получила небольшие повреждения. При подготовке к шторму она была ошвартована девятью двухпроводными линиями и двумя трёхдюймовыми линями. В первой половине шторма все, кроме одной двухпроводной линии были оборваны, и субмарина начала дрейф в реку Купер. Буксиры и команда Нарвала безуспешно пытались отвести лодку назад к пирсу до начала второй половины шторма, однако в результате субмарина погрузилась и провела остаток урагана имея на поверхности лишь часть ограждения выдвижных устройств.
Нарвал была деактивирована 16 января 1999 года в Норфолк (Виргиния), все ещё находясь в составе боевого флота. Списана и вычеркнута из Регистра военных судов 1 июля 1999 года, после чего, 1 октября 2001 года, была включена во список программы переработки ядерных судов и субмарин ВМС США (NPSSRP) для утилизации в Бремертоне. Однако здесь, в отличие от большинства судов, проходящих NPSSRP, Нарвал не была распилена. Указом, подписанным министром ВМС США 30 сентября 2003 года, Нарвал была передана в Ньюпорт (Кентукки) — Национальному центру исследований подводных лодок(англ. National Submarine Science Discovery Center) (NSSDC). Ядерный реактор и двигательная система были демонтированы и заменены габаритными макетами для обучения и демонстрации. Так или иначе, но 26 апреля 2006 года исполнительный директор исследовательского центра Питер Кей (англ. Peter Kay) объявил о закрытии выставки по причине недостаточного финансирования — из необходимых 2 миллионов долларов удалось собрать всего 500 тысяч.

## Дополнительно
- Farewell to Narwhal by Capt. William A. Matson, USN (ret.)